# Tortula brachychaete
Tortula brachychaete là một loài rêu trong họ Pottiaceae. Loài này được Dusén mô tả khoa học đầu tiên năm 1905.